# エリアス・ファン・デン・ブルーク
エリアス・ファン・デン・ブルーク（Elias van den Broeck、1649年ごろ - 1708年2月6日（葬礼日））はオランダの画家である。花と昆虫、小動物という組み合わせの静物画を描いた。

## 略歴
アントウェルペンで生まれたとされる 。1665年にアムステルダムの画家、コルネリス・キックに学び、1669年からはユトレヒトの静物画家、ヤン・ダーフィッツゾーン・デ・ヘームに学んだ 。1672年にイタリアに行こうとしたとする資料が残されている。仏蘭戦争が始まると、ヤン・ダーフィッツゾーン・デ・ヘームとともに、アントウェルペンに戻り1673年にサン・ルカ組合に登録された 。ヤン・ダヴィス・デ・ヘームの弟子で静物画を得意としたアブラハム・ミグノンからも学んだ。
1685年にアムステルダムに移り、小さい庭園を購入し、得意の題材である花と虫やトカゲなどを組み合わせた作品を制作した。
弟子にはフィリップ・ファン・コウヴェンベルフ(Philip van Kouwenbergh:1671–1729)がいる。

## 作品

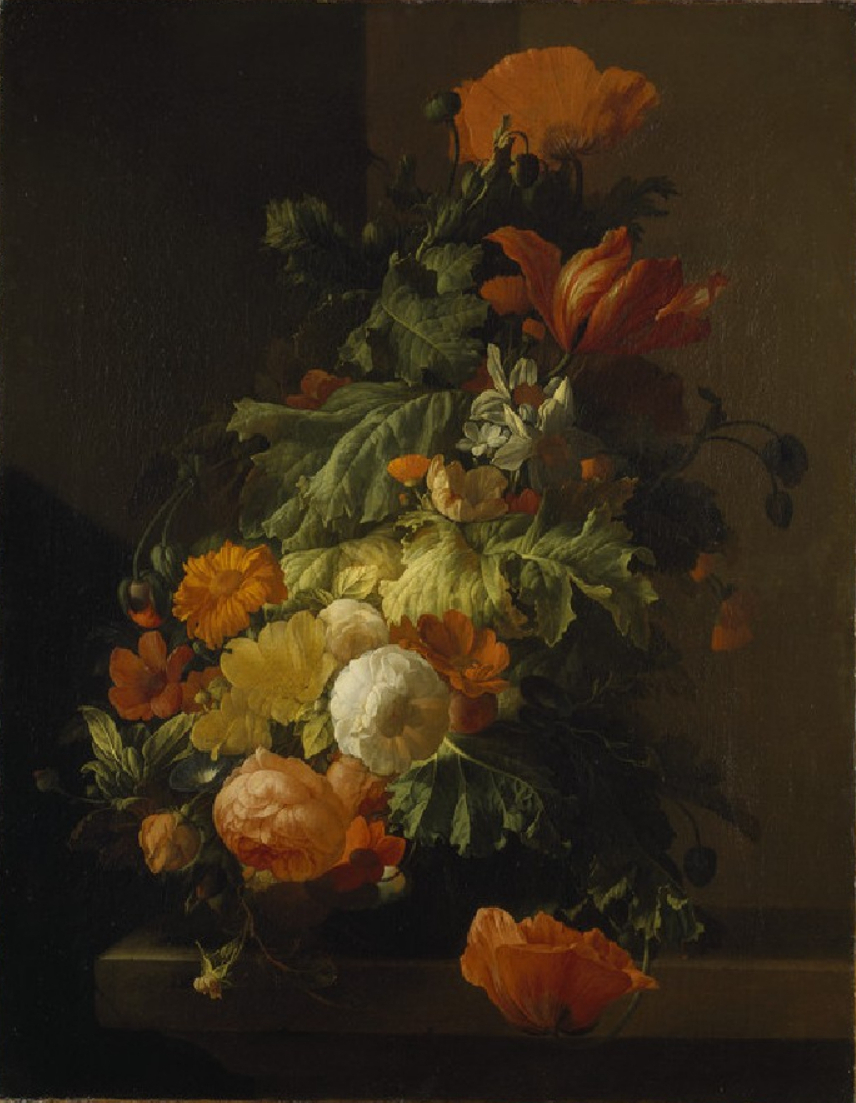
石板の上の花瓶 アシュモレアン博物館 蔵
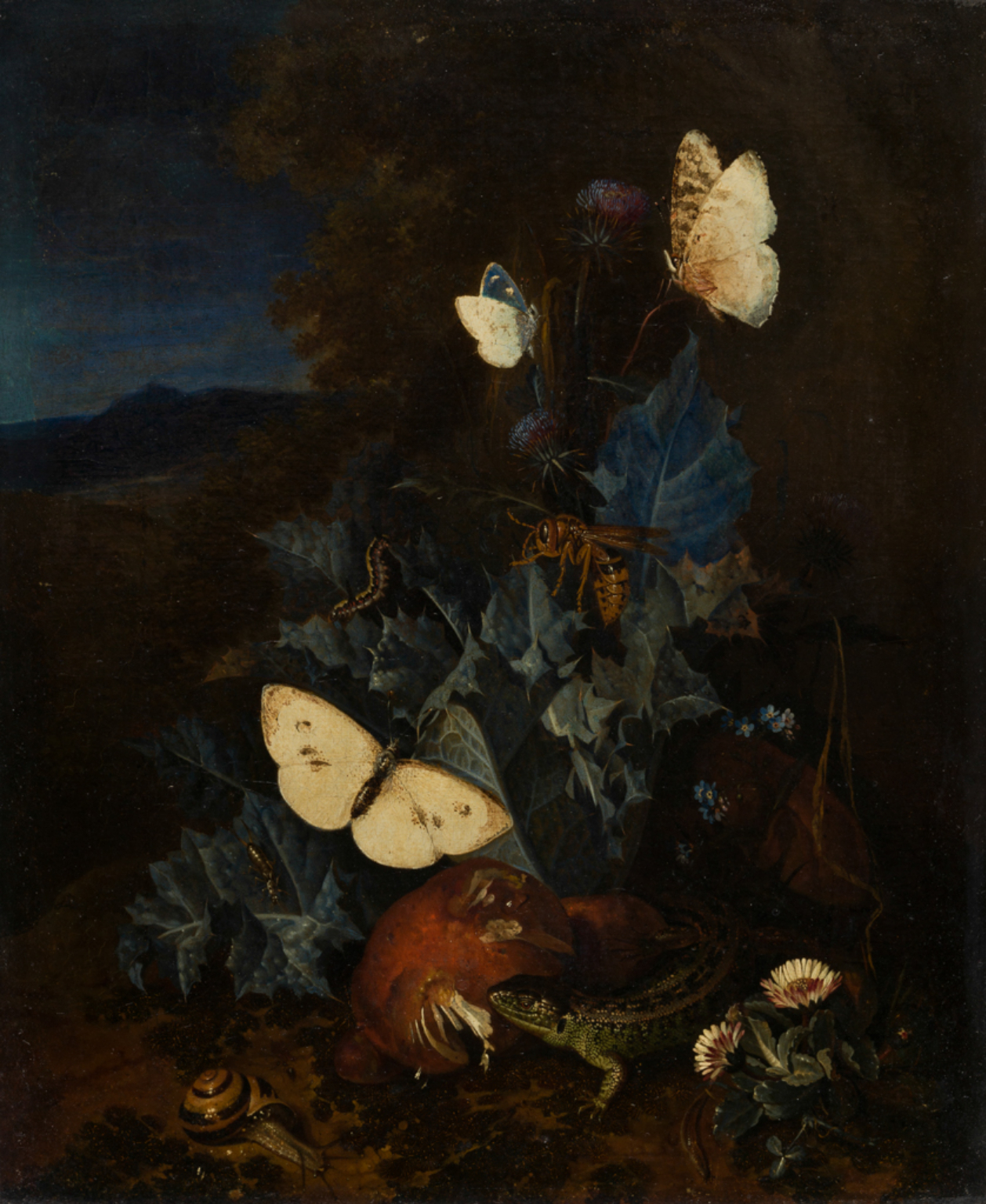
小動物と花の静物画 フィッツウィリアム美術館 蔵
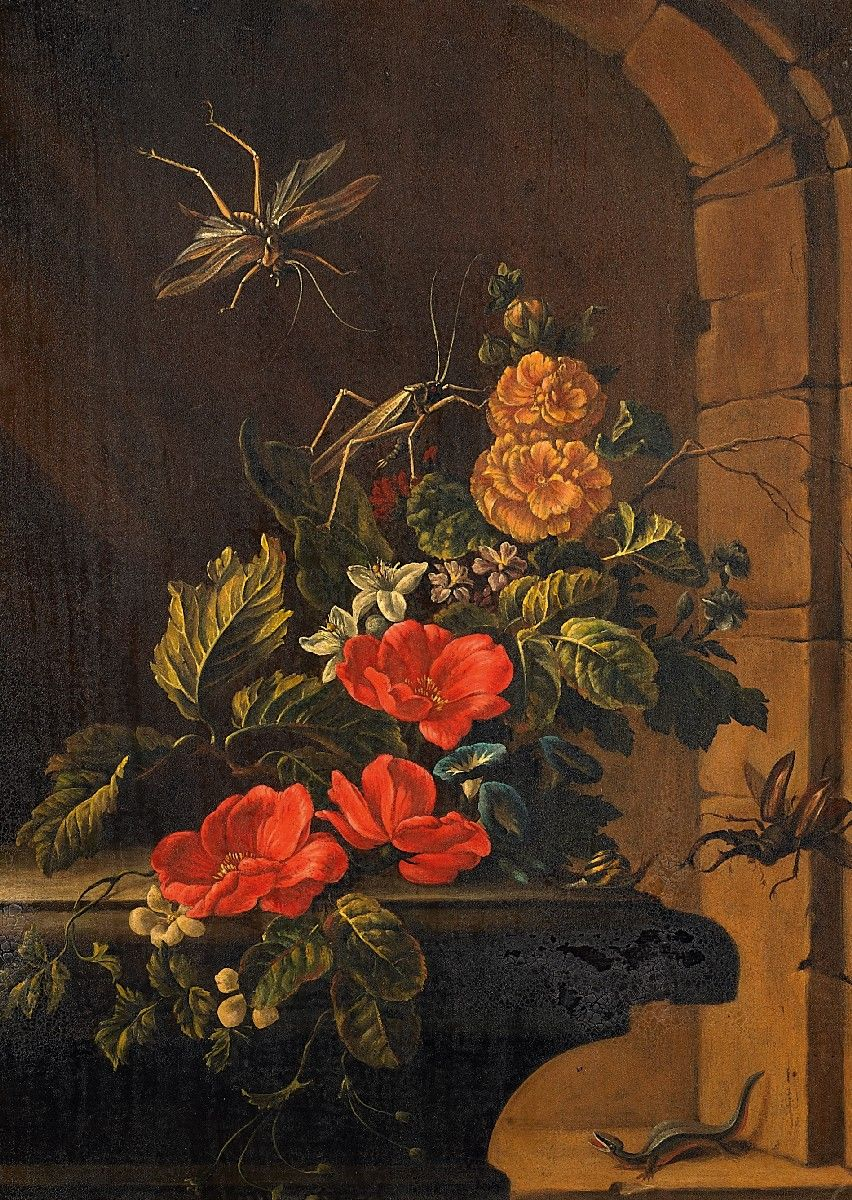
花と虫